# Rauno Ruuhijärvi
Rauno Vesa Ruuhijärvi, född 4 september 1930 i Hankasalmi, död 18 juni 2022, var en finländsk botaniker.
Ruuhijärvi avlade filosofie doktorsexamen 1960. Han var 1961–1962 tf. och 1963–1994 biträdande professor i växtekologi vid Helsingfors universitet, 1963 och 1994–1996 docent i botanik där. Han var 1964–1994 prefekt för Helsingfors universitets biologiska station i Lampis samt 1992–1994 prodekanus och 1994 dekanus för matematisk-naturvetenskapliga fakulteten vid Helsingfors universitet.
Han medverkade i olika statliga högskoleplanerings- och studiereformkommittéer och hade talrika uppdrag inom vetenskapliga och andra samfund. Han har publicerat över 100 arbeten om Nordfinlands myrar, växtekologi och naturskydd. År 1991 erhöll han professors titel och 1989 utnämndes han till hedersdoktor vid Joensuu universitet. År 1993 utnämndes han till ledamot av Finska Vetenskapsakademien.